# American Tribal Style

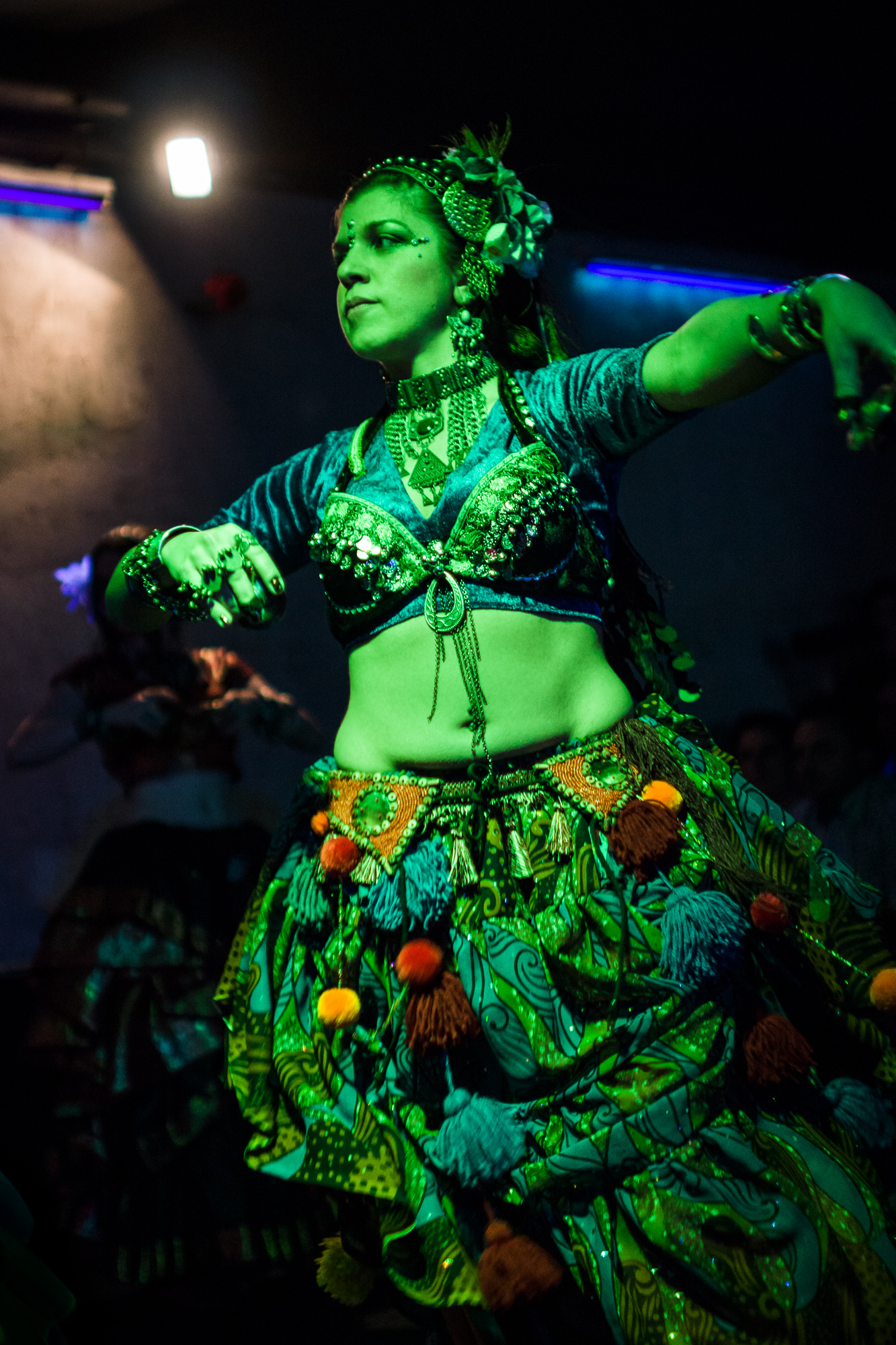
Tancerka American Tribal Style

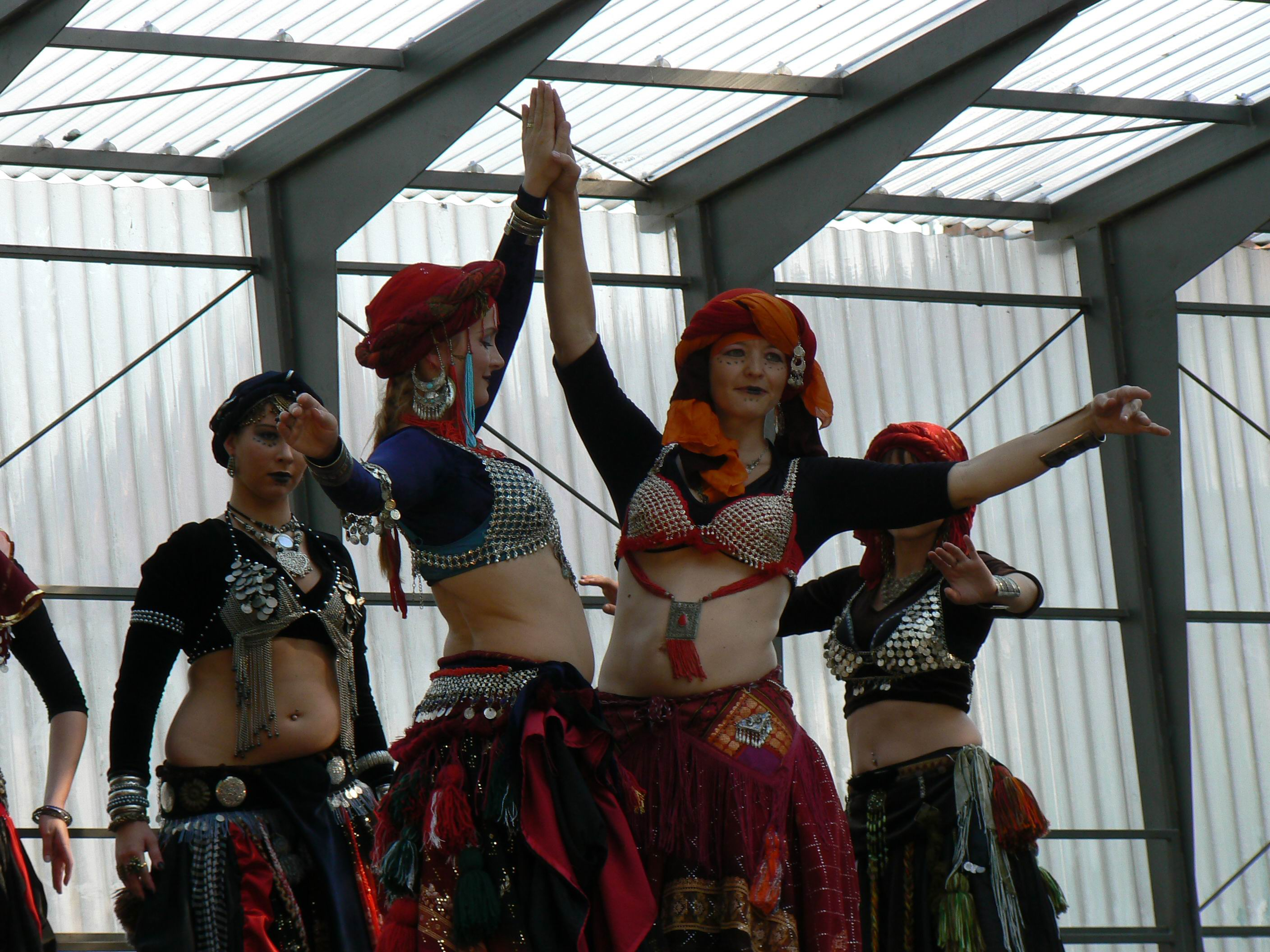
Tancerki ATS

American Tribal Style (ATS, American Tribal Style Belly Dance) – najstarsza odmiana tribalu, która polega na wykonywaniu zbiorowej improwizacji. ATS został stworzony przez Carolenę Nericcio (założycielkę grupy FatChanceBellyDance) na początku lat 90. XX wieku.
American Tribal Style jest improwizowanym, z założenia wyłącznie kobiecym, tańcem grupowym (nie ma w nim miejsca na z góry ustalone choreografie). To liderka, która w danej chwili prowadzi grupę, decyduje, jak będzie przebiegać improwizacja. W czasie jednego tańca liderka może się zmieniać wielokrotnie.
American Tribal Style to skończony zestaw ruchów, niektóre z nich poprzedzone są odpowiednim (zauważalnym tylko dla grupy) sygnałem, co ułatwia zbiorową improwizację. Grupa tańczy synchronicznie, co może tworzyć złudzenie choreografii.
Warto podkreślić, że aby mówić o American Tribal Style kanon ruchów musi być identyczny jak ten wprowadzony przez grupę Fat Chance Belly Dance. W przypadku, gdy dana grupa wprowadza we własnym zakresie zmiany w obowiązującym zestawie ruchów przestajemy mówić o ATS, a zaczynamy o ITS (Improvisational Tribal Style). 
W zależności od tempa i rodzaju muzyki wyróżnia się dwa rodzaje ATS – wolny i szybki. Różnią się one nie tylko tempem muzyki, ale również używanym zestawem ruchów. Ponadto, wykonując szybki ATS, tancerki grają na saggatach, które stały się integralną częścią tego gatunku tanecznego.
Nieodłącznym elementem tego tańca jest także charakterystyczny strój, który zazwyczaj składa się z długiej, obszernej spódnicy (tzw. yardówki), pod którą zakłada się haremki, krótkiej dopasowanej bluzki (choli), bogato zdobionego biustonosza, turbanu oraz podkreślającego ruchy bioder pasa, do którego często przyczepione są frędzle, pompony lub chwosty. Ważnym elementem stroju jest również biżuteria.